# Morti nel 1989/Novembre
| Questa pagina contiene informazioni ricavate automaticamente dalle voci biografiche con l'ausilio del template Bio e di un bot. L'aggiornamento è periodico e automatico e ricostruisce completamente la pagina. Se manca una persona in questa lista, sei pregato di non aggiungerla, ma accertati piuttosto che la sua voce biografica contenga il template Bio e che i dati anagrafici siano correttamente compilati. Se il template Bio manca, inseriscilo tu stesso o, in alternativa, metti l'avviso {{tmp\|Bio}} che ne segnala la mancanza. Se i dati riportati sono sbagliati, correggi direttamente la voce biografica; le modifiche saranno visibili in questa lista entro pochi giorni. Per chiarimenti vedi il progetto biografie. La lista contiene solo le 101 persone che sono citate nell'enciclopedia e per le quali è stato implementato correttamente il template Bio. Pagina aggiornata al 3 mar 2024. |

- 1º novembre - Mario Delle Piane, giurista e storico italiano (n. 1914)
- 1º novembre - Mihaela Runceanu, cantante e insegnante rumena (n. 1955)
- 2 novembre - Virgilio Gilardoni, docente e storico svizzero (n. 1916)
- 2 novembre - Frederick Gordon-Lennox, IX duca di Richmond, nobile, politico e pilota automobilistico britannico (n. 1904)
- 2 novembre - Potito Randi, imprenditore, chimico e politico italiano (n. 1909)
- 3 novembre - Ed Kasid, cestista statunitense (n. 1923)
- 3 novembre - Zelma O'Neal, cantante, attrice e ballerina statunitense (n. 1903)
- 3 novembre - Valentino Pasqualin, politico italiano (n. 1930)
- 4 novembre - Clare Leighton, artista (n. 1898)
- 4 novembre - Gordon Lett, ufficiale britannico (n. 1910)
- 5 novembre - Vladimir Horowitz, pianista e compositore russo (n. 1903)
- 5 novembre - Roberto Mazzucco, drammaturgo italiano (n. 1927)
- 5 novembre - Benigno Zaccagnini, medico e politico italiano (n. 1912)
- 6 novembre - Margarete Buber-Neumann, scrittrice e giornalista tedesca (n. 1901)
- 6 novembre - George Fett, fumettista statunitense (n. 1920)
- 6 novembre - Primo Gasbarri, vescovo cattolico italiano (n. 1911)
- 6 novembre - Yūsaku Matsuda, attore giapponese (n. 1949)
- 6 novembre - Bjarne Rosén, calciatore norvegese (n. 1909)
- 7 novembre - David John Astley, calciatore e allenatore di calcio gallese (n. 1909)
- 7 novembre - Brunello Rondi, sceneggiatore, regista e drammaturgo italiano (n. 1924)
- 8 novembre - Gino Soldà, alpinista, partigiano e imprenditore italiano (n. 1907)
- 8 novembre - Leen Vente, calciatore olandese (n. 1911)
- 9 novembre - Alfonz Bednár, traduttore e sceneggiatore slovacco (n. 1914)
- 9 novembre - Juan Bernier Luque, scrittore spagnolo (n. 1911)
- 9 novembre - Teodoro Celli, giornalista, scrittore e critico musicale italiano (n. 1917)
- 9 novembre - Cesare Pagnini, politico, giornalista e storico italiano (n. 1899)
- 9 novembre - Nenad Petrović, compositore di scacchi croato (n. 1907)
- 10 novembre - Peter Berglar, storico tedesco (n. 1919)
- 10 novembre - Vladimir Ivanovič Gerasimov, regista cinematografico sovietico (n. 1907)
- 10 novembre - Cookie Mueller, attrice e scrittrice statunitense (n. 1949)
- 10 novembre - Rinaldo Pretti, calciatore italiano (n. 1907)
- 11 novembre - Francesca Devoto, pittrice italiana (n. 1912)
- 11 novembre - Kenny Hagood, cantante statunitense (n. 1926)
- 11 novembre - Natalio Pescia, calciatore argentino (n. 1922)
- 12 novembre - Édouard Candeveau, canottiere svizzero (n. 1898)
- 12 novembre - Vito Consoli, politico italiano (n. 1941)
- 12 novembre - Armando Gentilucci, compositore, musicologo e critico musicale italiano (n. 1939)
- 12 novembre - Dolores Ibárruri, politica, attivista e antifascista spagnola (n. 1895)
- 12 novembre - Victor Putmans, calciatore belga (n. 1914)
- 13 novembre - Stewart Chalmers, calciatore scozzese (n. 1907)
- 13 novembre - Victor Davis, nuotatore canadese (n. 1964)
- 13 novembre - Gennadij Judin, attore sovietico (n. 1923)
- 13 novembre - Francesco Giuseppe II del Liechtenstein, principe liechtensteinese (n. 1906)
- 14 novembre - Rémi Laurent, attore francese (n. 1957)
- 14 novembre - Jimmy Murphy, calciatore e allenatore di calcio gallese (n. 1910)
- 14 novembre - Enzo Trapani, regista, sceneggiatore e scenografo italiano (n. 1922)
- 15 novembre - Constance Binney, attrice statunitense (n. 1896)
- 15 novembre - Bartolomé Colombo, calciatore argentino (n. 1916)
- 15 novembre - Lipót Kállai, calciatore ungherese (n. 1912)
- 16 novembre - Ignacio Ellacuría, gesuita, filosofo e teologo spagnolo (n. 1930)
- 16 novembre - Kārlis Karsons, calciatore lettone (n. 1906)
- 16 novembre - Ignacio Martín-Baró, gesuita, psicologo e insegnante spagnolo (n. 1942)
- 16 novembre - Marie Uchytilová, scultrice ceca (n. 1924)
- 17 novembre - Michele Lacerenza, trombettista e compositore italiano (n. 1922)
- 18 novembre - Donato Bergamini, calciatore italiano (n. 1962)
- 18 novembre - Romano Bilenchi, scrittore e giornalista italiano (n. 1909)
- 18 novembre - Les Deaton, cestista e allenatore di pallacanestro statunitense (n. 1923)
- 18 novembre - Marco Gentile, pilota motociclistico svizzero (n. 1959)
- 18 novembre - Edvin Laine, regista e attore finlandese (n. 1905)
- 19 novembre - Vittorio Annona, paroliere italiano (n. 1927)
- 19 novembre - Nancy Drexel, attrice statunitense (n. 1910)
- 20 novembre - Lynn Bari, attrice statunitense (n. 1913)
- 20 novembre - Leonardo Sciascia, scrittore, giornalista e saggista italiano (n. 1921)
- 22 novembre - C.C. Beck, fumettista statunitense (n. 1910)
- 22 novembre - Gerry Chiniquy, animatore statunitense (n. 1912)
- 22 novembre - René Moawad, politico libanese (n. 1925)
- 22 novembre - Šamil' Serikov, lottatore sovietico (n. 1956)
- 23 novembre - Jiří Baumruk, cestista e allenatore di pallacanestro cecoslovacco (n. 1930)
- 23 novembre - Armand Salacrou, drammaturgo francese (n. 1899)
- 24 novembre - Richard Korherr, statistico tedesco (n. 1903)
- 24 novembre - Toni Zweifel, ingegnere svizzero (n. 1938)
- 24 novembre - ʿAbd Allāh al-ʿAzzām, attivista palestinese (n. 1941)
- 25 novembre - Antonio Bussi, politico italiano (n. 1903)
- 25 novembre - George Cakobau, politico figiano (n. 1912)
- 25 novembre - Claus Clausen, attore tedesco (n. 1899)
- 25 novembre - Birago Diop, poeta senegalese (n. 1906)
- 25 novembre - Giuseppe Pietro La Marca, militare e partigiano italiano (n. 1905)
- 26 novembre - Ahmed Abdallah, politico comoriano (n. 1919)
- 26 novembre - Carlo Alberto Sacchi, ingegnere italiano (n. 1937)
- 27 novembre - Mario Allorini, calciatore italiano (n. 1908)
- 27 novembre - Trude von Molo, attrice austriaca (n. 1906)
- 27 novembre - Carlos Arias Navarro, politico spagnolo (n. 1908)
- 27 novembre - Norma Nichols, attrice statunitense (n. 1894)
- 28 novembre - Arsenie Boca, religioso, teologo e artista rumeno (n. 1910)
- 28 novembre - Ernesto Civardi, cardinale e arcivescovo cattolico italiano (n. 1906)
- 28 novembre - Erwin Deyhle, calciatore tedesco (n. 1914)
- 28 novembre - Angelo Di Castro, architetto italiano (n. 1901)
- 28 novembre - Rate Furlan, attore, sceneggiatore e regista italiano (n. 1911)
- 28 novembre - Silvio Galizia, architetto svizzero (n. 1925)
- 29 novembre - Giuseppe Antonini, calciatore e allenatore di calcio italiano (n. 1914)
- 29 novembre - Mario Colli, attore, doppiatore e direttore del doppiaggio italiano (n. 1915)
- 29 novembre - Sisto Gillarduzzi, sciatore alpino e bobbista italiano (n. 1908)
- 29 novembre - Ion Popescu-Gopo, regista e animatore rumeno (n. 1923)
- 29 novembre - Frank Scannell, attore statunitense (n. 1903)
- 29 novembre - Annabella Schiavone, attrice italiana (n. 1943)
- 29 novembre - Ödön Zombori, lottatore ungherese (n. 1906)
- 30 novembre - Ahmadou Ahidjo, politico camerunese (n. 1924)
- 30 novembre - Hassan Fathy, architetto e urbanista egiziano (n. 1900)
- 30 novembre - Alfred Herrhausen, banchiere tedesco (n. 1930)
- 30 novembre - Paul Mathies, calciatore tedesco (n. 1911)
- 30 novembre - Pier Luigi Vestrini, canottiere e pittore italiano (n. 1905)